# Erwin Lentföhr
Erwin Lentföhr (* um 1928) ist ein ehemaliger deutscher Tischtennisspieler. 1952 wurde er Dritter im Einzel bei den Deutschen Meisterschaften.

## Werdegang
Erwin Lentföhr spielte zunächst beim Verein SG Fechenheim und wechselte 1948 zu Eintracht Frankfurt. Weitere Vereinsstationen waren SV Wiesbaden (um 1951), TG Bockenheim, ab 1953 Germania Wiesbaden. Anfang der 1970er Jahre wirkte er bei Eintracht Pfungstadt als Trainer. Zwei Titel holte er bei Hessenmeisterschaften, nämlich 1950/51 im Doppel  mit Kurt Seifert und 1953/54 im Mixed mit Marianne Blumenstein. Mit Hessens Mannschaft gewann er 1952/53 den Deutschlandpokal.
1952 gelang ihm der größte Erfolg, indem er bei der Deutschen Meisterschaft im Einzel das Halbfinale erreichte, wo er gegen Rudi Piffl verlor.